# Peter Whittle
Peter Whittle (* 27. Februar 1927 in Wellington, Neuseeland; † 10. August 2021) war ein neuseeländischer Mathematiker, der sich mit Statistik und Optimierung beschäftigte.

## Ausbildung und Karriere
Whittle studierte an der University of New Zealand (Master-Abschluss 1948) und promovierte 1950 an der Universität Uppsala bei Herman Wold (Hypothesis testing in time series). 1953 ging er zurück nach Neuseeland ans DSIR Applied Mathematics Laboratory. Nach kurzer Zeit ab 1959 als Lecturer an der Universität Cambridge wurde er 1961 Professor für Mathematische Statistik an der University of Manchester. 1967 wurde er Churchill Professor of Mathematics of Operational Research an der Universität Cambridge, wo er 1994 emeritierte. Ab 1973 war er außerdem Leiter des Statistik-Labors der Universität Cambridge.
Er war verheiratet und hatte sechs Kinder.

## Forschung
Er befasste sich mit stochastischen Netzen, optimaler Kontrolltheorie, Zeitreihenanalyse, stochastischer Optimierung und stochastischer Dynamik.
Zu seinen Doktoranden zählt Francis Patrick Kelly.

## Preise und Ehrungen
- seit 1978: Fellow der Royal Society
- seit 1981: Ehren-Fellow der Royal Society of New Zealand
- 1986: Frederick-W.-Lanchester-Preis[3]
- 1994: Sylvester-Medaille der Royal Society
- 1997: John-von-Neumann-Theorie-Preis
- 2016: Aufnahme in die National Academy of Engineering

## Schriften
- Hypothesis Testing in Time Series Analysis, Almquist and Wicksell, 1951
- Prediction and Regulation, English Universities Press, 1963, Neuauflage als: Prediction and Regulation by Linear Least-Square Methods, University of Minnesota Press, 1983
- Probability, Library of university mathematics, Penguin 1970 (Neuauflage bei Wiley 1976)
- Optimization Under Constraints, Wiley 1971
- Optimization Over Time, Wiley, 1982
- Optimization Over Time: Dynamic Programming and Stochastic Control, Wiley 1983
- Systems in Stochastic Equilibrium, Wiley 1986 (erhielt den Lanchester-Preis)
- Risk-Sensitive Optimal Control, Wiley 1990
- Probability Via Expectation, 3. Auflage Springer 1992, 4. Auflage 2000
- Optimal Control: Basics and Beyond, Wiley 1996
- Neural Nets and Chaotic Carriers, Wiley 1998
- Networks: Optimisation and Evolution, Cambridge University Press 2007